# Celles-lès-Condé
Celles-lès-Condé [sɛl lɛ kɔ̃de] ist eine französische Gemeinde mit 94 Einwohnern (Stand: 1. Januar 2022) im Département Aisne in der Region Hauts-de-France (frühere Region: Picardie). Sie gehört zum Arrondissement Château-Thierry und zum Kanton Essômes-sur-Marne.

## Geographie
Die Gemeinde Celles liegt rund 13 Kilometer ostsüdöstlich von Château-Thierry an der Mündung der Dhuis in den Surmelin. Zur Gemeinde gehören das mit Condé zusammengewachsene Herviné und Dannejeu.

## Toponymie
Während der französischen Revolution trug die Gemeinde die Bezeichnung Celles-lès-Vallon-Libre.

## Geschichte
In Celles befand sich eine Priorei der Abtei von Marmoutier in Tours. Vor der Revolution gehörte die Pfarrei zur Diözese Troyes.

## Weinbau
Celles-lès-Condé gehört, obwohl außerhalb der Region gelegen, zum WeinbaugebietChampagne.

## Bevölkerungsentwicklung
| Jahr                       | 1962 | 1968 | 1975 | 1982 | 1990 | 1999 | 2008 | 2015 |
| -------------------------- | ---- | ---- | ---- | ---- | ---- | ---- | ---- | ---- |
| Einwohner                  | 106  | 86   | 93   | 90   | 78   | 77   | 76   | 82   |
| Quellen: Cassini und INSEE |      |      |      |      |      |      |      |      |

## Sehenswürdigkeiten
- Mariä-Geburts-Kirche (Église de la Nativité-de-la-Sainte-Vierge), seit 1928 Monument historique[1]
- Brunnen Saint-Fiacre
- drei ehemalige Waschhäuser

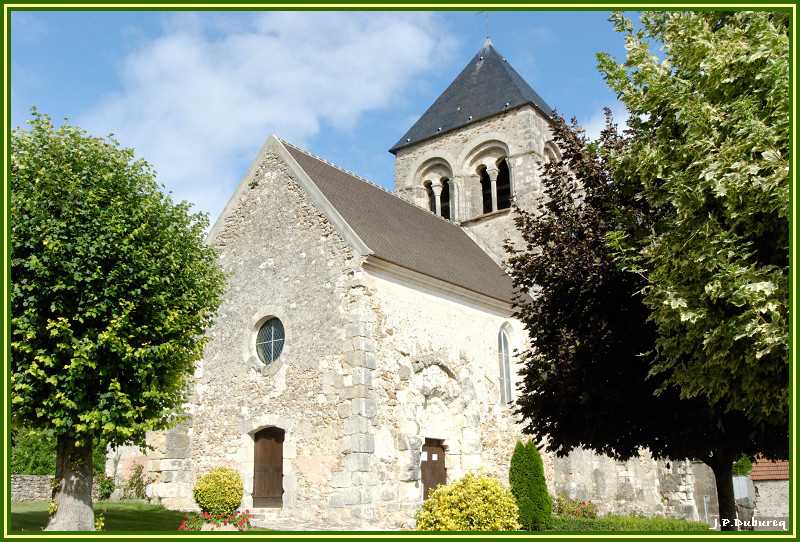
Kirche Nativité-de-la-Sainte-Vierge und Brunnen Saint-Fiacre
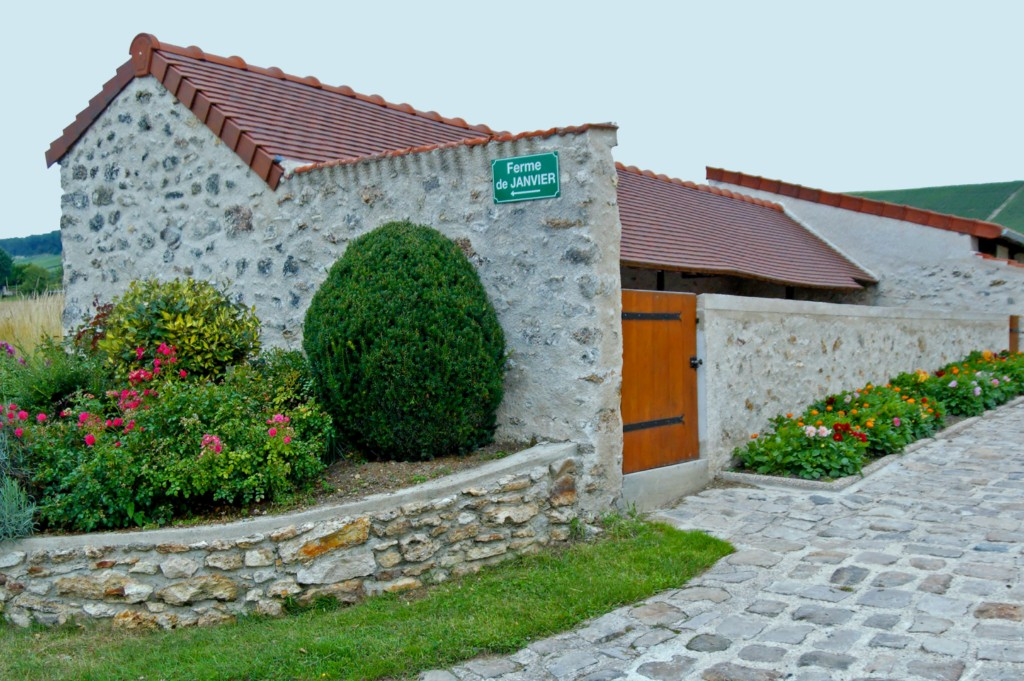
Eines der ehemaligen Waschhäuser
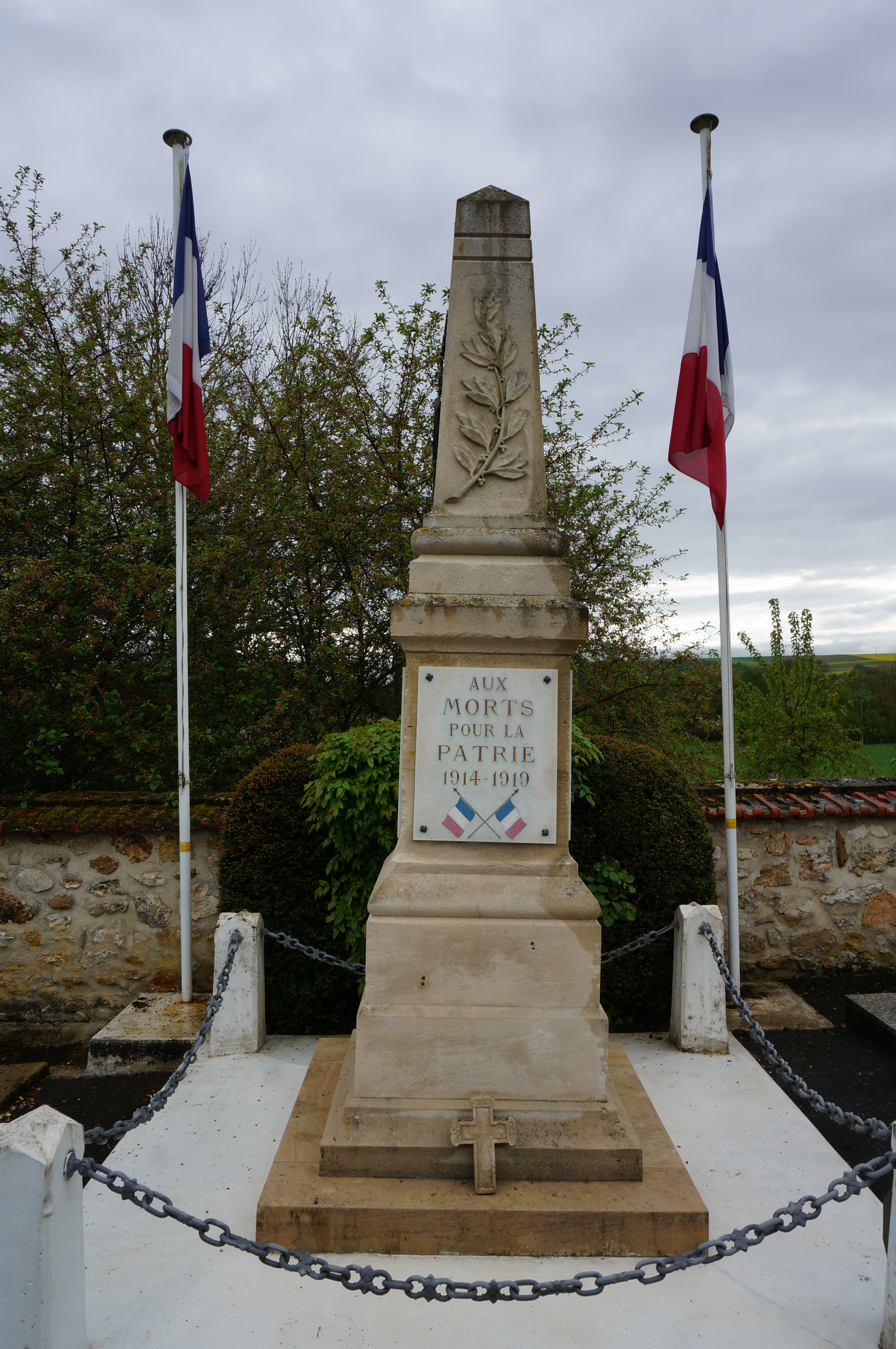
Gefallenendenkmal